# Hamidija
Hamidi en albanais et Hamidija en serbe latin (en serbe cyrillique : Хамидија) est une localité du Kosovo située dans la commune/municipalité d'Obiliq/Obilić, district de Pristina (Kosovo) ou district de Kosovo (Serbie). Selon le recensement kosovar de 2011, elle compte 147 habitants, tous albanais.

## Démographie

### Évolution historique de la population dans la localité
| 1948 | 1953 | 1961 | 1971 | 1981 | 1991 | 2011 |
| ---- | ---- | ---- | ---- | ---- | ---- | ---- |
| 102  | 120  | 113  | 134  | 203  | 223  | 147  |

|  |